# Клара Милич (опера)
«Клара Милич» — опера в четырёх действиях и шести картинах русского композитора Александра Кастальского по мотивам одноимённой повести Ивана Тургенева. Клавир оперы опубликован в 1908 году в издательстве Юргенсона. Премьера спектакля состоялась 11 ноября 1916 года в Оперном театре Зимина в Москве.

## Особенности либретто
Сюжет оперы большей частью совпадает с сюжетом повести Тургенева «Клара Милич». По воспоминаниям сына композитора, его отца в ней привлёк «контраст между романтической роковой любовью, расцветшей на фоне скромного старомосковского быта, хорошо ему ведомого, и равнодушной пошлостью так называемого „света“».
Одно из отличий оперы Кастальского от литературного первоисточника связано с образом главного героя — Аратова. Если у Тургенева он предстаёт скучающим персонажем, то в опере — по-настоящему романтической натурой. Кроме того, в опере нет сцены встречи Аратова с родственниками Клары. При этом в опере зрители могут непосредственно наблюдать последний спектакль Клары и её гибель, в то время как у Тургенева детали смерти девушки даны в пересказе: Аратов узнаёт о них от своего друга Купфера.
В либретто оперы включены и иные произведения Тургенева: строфа из поэмы «Андрей» (1846), стихотворение «Весенний вечер» (1843), отрывок «Перед охотой» из цикла «Деревня» (1846) и стихотворение в прозе «Сфинкс» (1878). Также в тексте оперы присутствует баллада о Кларе Мобрай Вальтера Скотта в русском переводе И. В. Красова, отрывок из «Размышлений у парадного подъезда» Николая Некрасова («Выдь на Волгу: чей стон раздается…») в исполнении Купфера, а Клара умирает во время постановки «Ромео и Джульетты» Уильяма Шекспира.

## Критика
Критик Вл. Держановский в номере газеты «Утро России» от 12 ноября 1916 года похвалил инструментовку оперы, а также отметил сцены смерти Клары и её свидания с Аратовым на бульваре. Однако, по мнению рецензента, «всё это меркнет перед <…> романсами, в законченной, выразительной и лаконичной музыке которых воплотился образ несчастной, безумной Клары».